# Bozo l'Uomo di Ferro
Hugh Hazzard e il suo Robot, Bozo l'Uomo di Ferro era un personaggio immaginario comparso nei numeri da 1 a 42 del fumetto Smash Comics della Quality Comics. Le avventure di Hugh Hazzard furono scritte e crudelmente disegnate dall'editore della Quality George Brenner. Bozo era il protagonista della copertina del n. 1, la prima copertina di un fumetto con un robot.

## Storia ed origini di Bozo
Nella prima storia, quella delle origini, Hugh Hazzard è un uomo vestito con un costume che possiede una larga connessione con il dipartimento di polizia. Fu coinvolto nell'investigazione di un crimine commesso da un misterioso robot. Hugh disattivò temporaneamente il robot, si arrampicò all'interno della sua cavità toracica in un passaggio alla base dello stesso robot, che si svelò essere il laboratorio di uno scienziato malvagio, che morì nella battaglia seguente. Il robot fu nuovamente disattivato, e fu piazzato in un barcone per lo smaltimento dell'immondizia diretto verso il mare, ma Hugh Hazzard ebbe l'idea di utilizzare il robot come arma anti-crimine. Salvò il robot dalla sua fine acquosa e lo soprannominò Bozo.
Nel numero successivo, Hazard fu mostrato mentre esaminava il progetto del robot, e affermò che questi poteva essere modificato per volare. Il robot modificato, mostrato mentre vola con un'elica che gira sulla sua testa, fu nuovamente utilizzato per combattere il crimine. Il volo fu una parte delle sue comparse successive.
Dopo lo schema della prima avventura, Hugh Hazzard ebbe la tendenza ad incontrare i criminali nel momento dell'infrazione della legge con oggetti tecnologici, e questi criminali cominciarono a divenire le vittime delle proprie armi.
Nel 1956, i personaggi della Quality Comics furono venduti alla DC Comics. Il Blackhawk della Quality continuò ad essere pubblicato senza interruzioni, ma la maggior parte degli altri personaggi languivano. Mentre la maggior parte dei supereroi classici della Quality videro la ristampa molti anni dopo, Hugh Hazzard non ritornò. Un robot somigliante a Bozo ebbe una comparsa in un pannello in un numero di Starman di James Robinson, dove il robot inattivo era in un magazzino insieme ad un'orda di artefatti degli eroi della Golden Age di un collettore giapponese.
Nella recente serie di Superman di Robinson, Bozo comparve insieme ad altri robot inclusi Mekanique, Robotman e vari modelli di GI Robot. I robot erano una parte del Sam Lane Hotel 1134.

## Il precursore di Mecha
Hugh Hazzard aveva una radio simil-walkie-talkie che utilizzava per convocare Bozo il Robot, che veniva mostrato in attesa in un gruppo di alberi quando riceveva la chiamata. In storie successive, Hugh Hazzard affrontava delle avventure all'interno del robot, con la sua voce che usciva dalla bocca grignante del robot. Il robot fu mostrato con le dimensioni di un essere umano in queste storie, come se fosse un vestito o un'armatura. La descrizione del personaggio somigliava molto all'Iron Man della Marvel Comics che debuttò 24 anni dopo, e anticipò l'emergente genere Mecha nei manga e negli anime giapponesi.

## L'ispirazione per Bozo
Il 1939 fu l'anno in cui il New York World's Fair, che presentò il robot Elektro della Westinghouse. Questo fu il più grand evento dell'anno a New York, ed è possibile che Geroge Brenner e la maggior parte delle persone del settore furono presenti all'evento. Elektro fu ben ricordato dai partecipanti alla fiera, e poteva aver ispirato Brenner a creare un robot protagonista dei fumetti. Bozo condivise gli elementi del disegno con Elektro, un buco di vetro sul torace che faceva intravedere i circuiti interni.
Quell'anno vide anche l'uscita del film The Phantom Creeps, in cui Bela Lugosi recitava la parte di uno scienziato pazzo che utilizzava un robot ed altri fantastici dispositivi scientifici per vendicarsi sul mondo della morte di sua moglie. Un serial precedente, il western fantascientifico del 1935 The Phantom Empire, contenne una sequenza in cui due comici gangster indossavano il guscio di un robot deattivato per intrufolarsi in una città futuristica. Questi due film contenevano gli elementi della prima avventura di Hugh Hazzard.

## Rinnovamento del personaggio
Nell'intervista sul Newsarama del 2007, Justin Gray e Jimmy Palmiotti discussero della concezione del personaggio dalla recente serie dei Combattenti per la Libertà della DC. Fu rivelato da Gray che il concetto del personaggio per il criminale Gonzo il Bastardo Meccanico derivava da un'idea di Grant Morrison, che aveva anche proposto un rinnovamento per Bozo. Il personaggio finale di Gonzo infine divenne qualcosa di molto diverso; un androide psicotico che poteva impersonare un leader mondiale.